# Wolfgang Reichel (Archäologe)
Wolfgang Reichel (* 2. Mai 1858 in Wien; † 18. Dezember 1900 in Athen) war ein österreichischer Archäologe.

## Leben und Wirken
Reichel studierte in Wien, wo er 1890 promoviert wurde und sich 1894 habilitierte. Seit 1898 war er Sekretär an der Zweigstelle Athen des Österreichischen Archäologischen Instituts. Gemeinsam mit dem Epigraphiker Adolf Wilhelm führte er die Ausgrabungen des Artemisheiligtums von Lousoi 1898/1899 durch und bereitete deren Publikation vor. Sein Hauptinteresse galt der griechischen Frühzeit und der mykenischen Kultur. Reichel war mit Else Benndorf, der älteren Tochter von Otto Benndorf verheiratet. Er ist auf dem 1. Friedhof von Athen begraben.
Wolfgang Reichel war seit 1893 korrespondierendes Mitglied, seit 1899 ordentliches Mitglied  des Deutschen Archäologischen Instituts.

## Schriften
- Über homerische Waffen. Wien 1894.
- mit Adolf Wilhelm: Das Heiligthum der Artemis zu Lusoi. In: Jahreshefte des Österreichischen Archäologischen Institutes in Wien. Band 4, 1901, S. 1–89, ISSN 0078-3579
- Homerische Waffen. 2., überarb. Auflage. Wien 1901.